# Коледж
Ко́ледж (англ. college) — вищий навчальний заклад в Англії, США та інш. країнах. У XIX столітті слово перекладалося з англійської як Колегія або Колегіум і у цьому широкому змісті може означати групу людей, які живуть за своїми внутрішніми правилами.

## Коледж як вищий навчальний заклад в Україні
Закон України «Про вищу освіту» визначає: Коледж — заклад вищої освіти, що провадить інноваційну освітню діяльність, пов'язану із здобуттям ступеня молодшого спеціаліста проводить прикладні наукові дослідження та/або творчу мистецьку діяльність. Коледж також має право відповідно до ліцензії (ліцензій) забезпечувати здобуття профільної середньої, професійної (професійно-технічної) та/або фахової передвищої освіти.

Статус коледжу отримує заклад освіти (структурний підрозділ закладу освіти), в якому ліцензований обсяг підготовки здобувачів вищої освіти ступеня бакалавра та/або молодшого бакалавра становить не менше 30 відсотків загального ліцензованого обсягу.